# Bolesław Budelewski

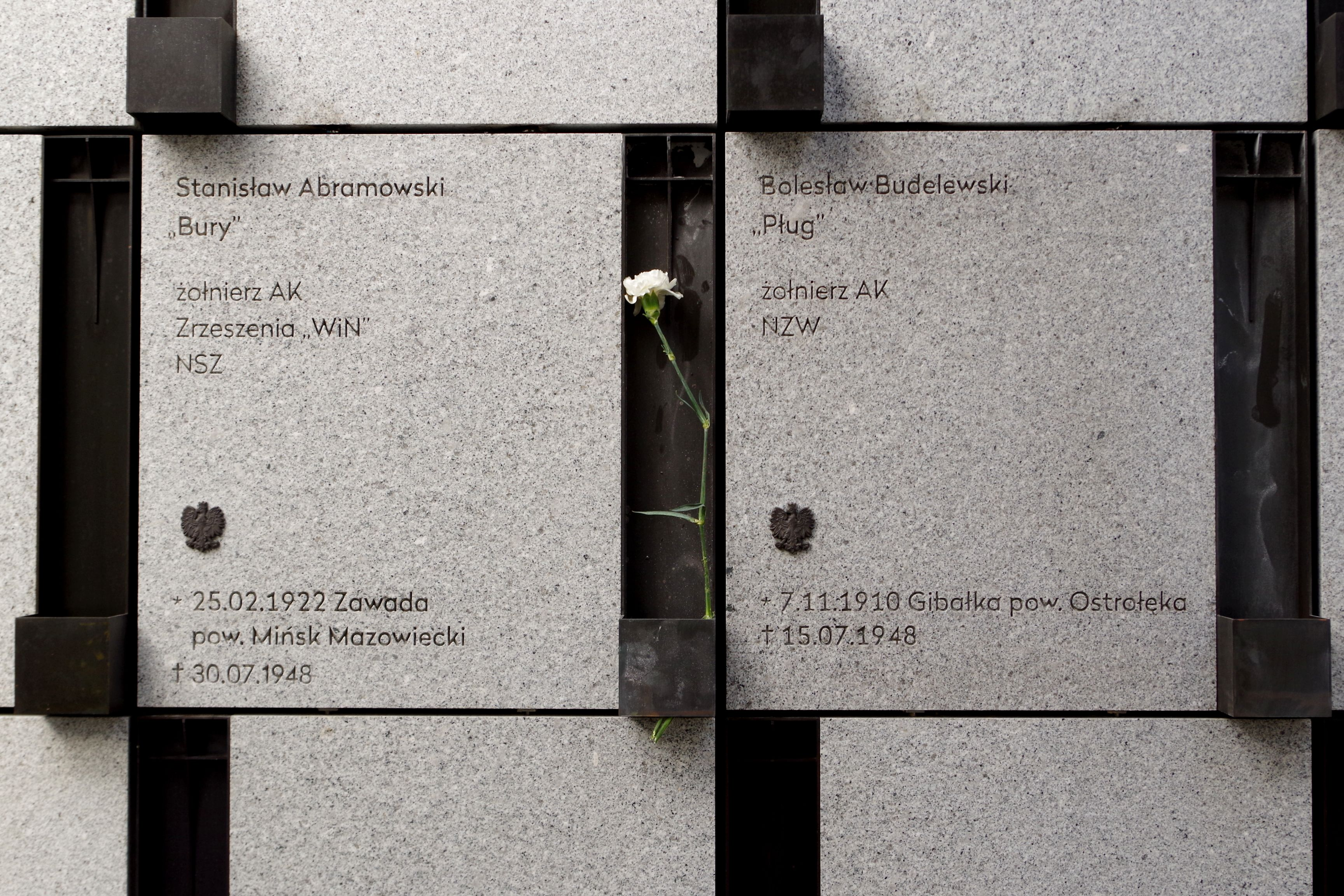
Groby Stanisława Abramowskiego ps. „Bury” i Bolesława Budelewskiego ps. „Pług” w Panteonie – Mauzoleum Wyklętych-Niezłomnych na Cmentarzu Wojskowym na Powązkach w Warszawie.

Bolesław Budelewski ps. „Pług”, „Sokół” (ur. 7 listopada 1910 w Gibałce, zm. 15 lipca 1948 w Warszawie) – polski żołnierz podziemia niepodległościowego w czasie II wojny światowej, a następnie żołnierz podziemia antykomunistycznego.

## Życie i działalność
Był synem Bolesława i Marianny Budelewskich. W czasie II wojny światowej, w okresie okupacji niemieckiej żołnierz Obwodu AK Ostrołęka. Po zakończeniu działań wojennych, przeszedł do podziemia antykomunistycznego i od stycznia 1946 r., służył w Narodowym Zjednoczeniu Wojskowym (NZW). Był dowódcą kompanii terenowej NZW na terenie gminy Troszyn podległej Komendzie Powiatu Ostrołęka NZW. Aresztowany przez UB – 24 lipca 1947 r., został wyrokiem Wyrokiem Wojskowego Sądu Rejonowego w Warszawie, skazany na karę śmierci w dniu 5 maja 1948 r. Wyrok wykonano w warszawskim więzieniu przy ul. Rakowieckiej w dniu 5 maja 1948 r. 
Jego zwłoki zostały przez organa bezpieczeństwa publicznego potajemnie pogrzebane na tzw. „Łączce” na terenie Cmentarza Wojskowego na Powązkach w Warszawie. Dnia 20 lutego 2014 r., Rada Ochrony Pamięci Walk i Męczeństwa, Pomorski Uniwersytet Medyczny w Szczecinie i Instytut Pamięci Narodowej ogłosiły, iż wśród ekshumowanych na „Łączce” szczątek zidentyfikowano między innymi szczątki Bolesława Budelewskiego. Identyfikację ofiar z kwatery "Ł" Wojskowego Cmentarza przy ul. Powązkowskiej w Warszawie przeprowadza Pomorski Uniwersytet Medyczny w ramach Polskiej Bazy Genetycznej Ofiar Totalitaryzmów pod kierunkiem dr. Andrzeja Ossowskiego.